# Kazimierz Fajans
Kazimierz Fajans ou Kasimir Fajans (né le 27 mai 1887 à Varsovie, Pologne – mort le 18 mai 1975 à Ann Arbor, États-Unis) est un physico-chimiste polono-américain pionnier dans l'étude de la radioactivité.

## Biographie
Fajans naît le 27 mai 1887 à Varsovie dans une famille juive polonaise. En 1904, après avoir complété ses études secondaires, il part étudier la chimie en Allemagne, d'abord à l'université de Leipzig, puis à Heidelberg et Zurich. En 1909, il obtient un Ph.D. en chimie, puis décroche un emploi l'année suivante au laboratoire d'Ernest Rutherford à Manchester.
Après un certain temps, Fajans retourne en Allemagne et devient assistant professeur à l'Institut de technologie de Karlsruhe. Il concentre ses recherches sur la radioactivité.
En 1917, il est à la tête de la faculté de physique-chimie de l'université Louis-et-Maximilien de Munich. En 1932, il dirige l'Institute of Physical Chemistry fondé par la Fondation Rockefeller. En 1935, la montée du nazisme lui fait quitter l'Allemagne. Il demeure un temps à Cambridge, puis déménage à Ann Arbor, aux États-Unis, où il travaille pour l'université du Michigan jusqu'à sa mort le 18 mai 1975.

## Travaux

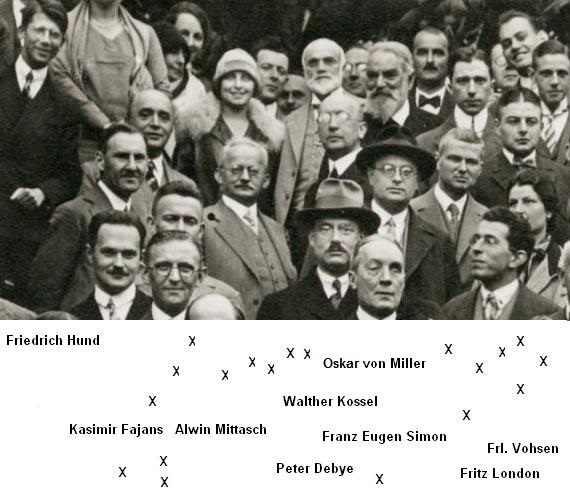
Fajans au congrès Bunsen (Munich, 1928).

## Écrits
- 1913 - Radioactive Transformations and the Periodic System of the Elements
- 1941 - Artificial radioactive isotopes of Thallium, Lead and Bismuth
- 1947 - Application of the resonance theory to the structure of the water molecule
- 1948 - Electronic structure of molecules